# 젤레노고르스크 (크라스노야르스크 변경주)

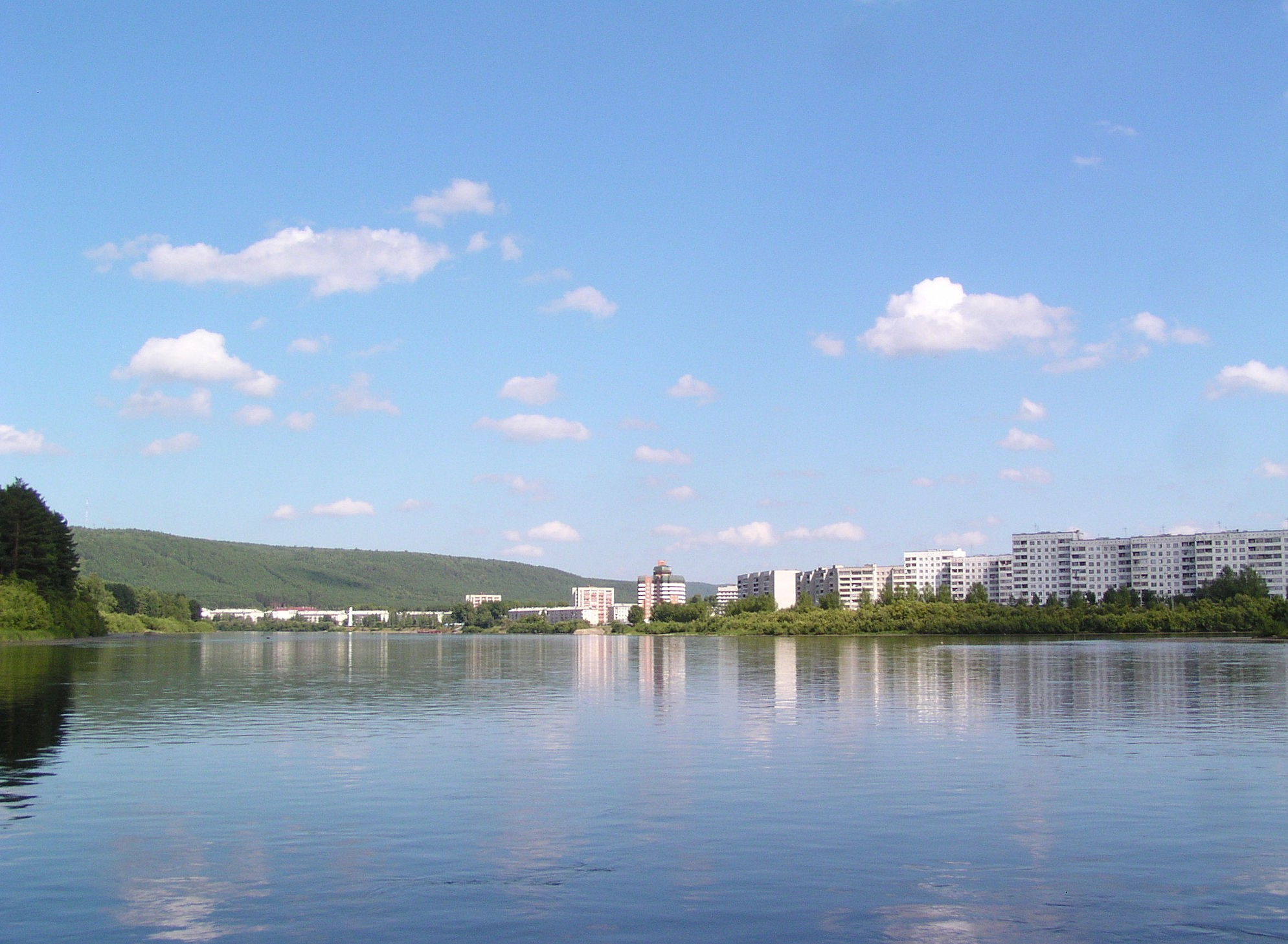

젤레노고르스크(러시아어: Зеленого́рск)는 러시아 크라스노야르스크 변경주에 위치한 도시로, 인구는 69,355명(2002년 기준)이다. 칸강 좌안과 접하며 예니세이강과 합류하는 지점에서 180km 정도 떨어진 곳에 위치한다.
소비에트 연방 시절 핵무기 관련 사업 가운데 하나로 건설된 우라늄 농축 시설이 들어서면서 폐쇄된 도시가 되었고 이 때문에 크라스노야르스크-45(Красноярск-45)라는 이름으로 부르기도 했다. 1956년 시로 승격되었다.